# Татьянино (платформа)
Татья́нино — остановочный пункт Октябрьской железной дороги в черте города Гатчина Ленинградской области на линии Санкт-Петербург — Луга. Расположена у перекрёстка улиц Чехова и Радищева. У платформы имеются билетные кассы, есть зал ожидания. На платформе останавливаются все пригородные электропоезда.
Летом 2009 года на станции установлена автоматизированная система контроля оплаты проезда с турникетами.

## История

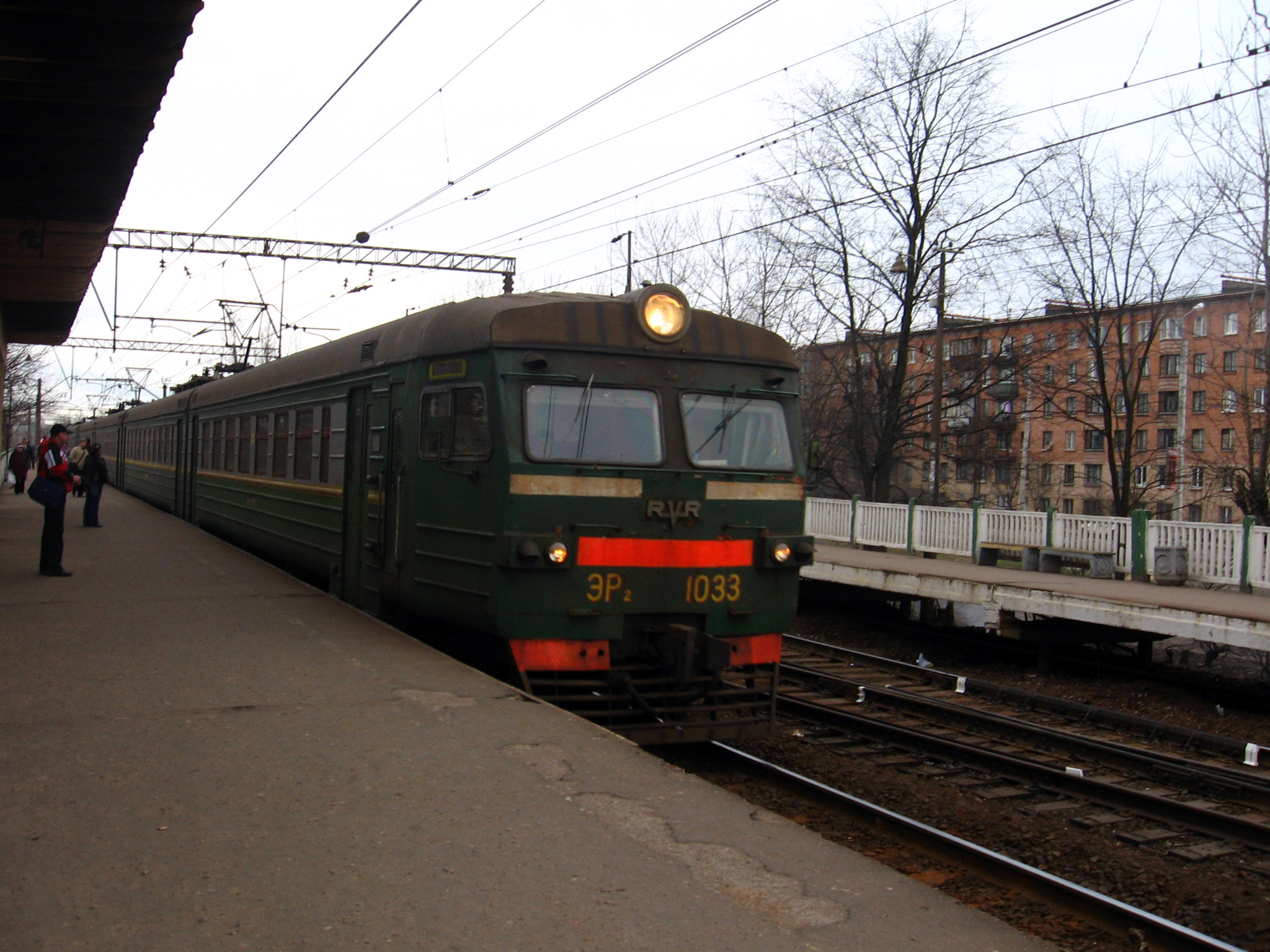
Электропоезд на платформе Татьянино

Проект постройки новой железнодорожной платформы у перекрёстка улиц Константиновской и Ольгинской возник в 1913 году, когда начался сбор пожертвований на строительство, однако работы по строительству платформы приостановились с началом Первой мировой войны.
В ходе военных действий потребность в платформе возникла с новой силой. В Гатчину прибывали беженцы и раненые, которым необходимо было оказать медицинскую помощь. Оказание помощи пострадавшим от военных действий взял на себя «Комитет Её Императорского Высочества Великой княжны Татьяны Николаевны». Варшавский вокзал находился далеко от госпиталя, поэтому вновь стал актуален проект сооружения платформы у Малогатчинского переезда. Работы по строительству были возобновлены в 1916 году при финансовой поддержке Татьянинского комитета, Министерства путей сообщения и Военного ведомства.
Открытие новой платформы состоялось 15 сентября 1916 года. Первоначально её планировалось назвать «Багговутово» в честь бывшего городского коменданта, генерал-лейтенанта Карла Фёдоровича Багговута, однако члены Татьянинского комитета настояли на присвоении платформе имени «Великой княжны Татьяны Николаевны», и платформа получила официальное название «Татьянино». С июня 1917 года она стала выполнять и пассажирские функции.

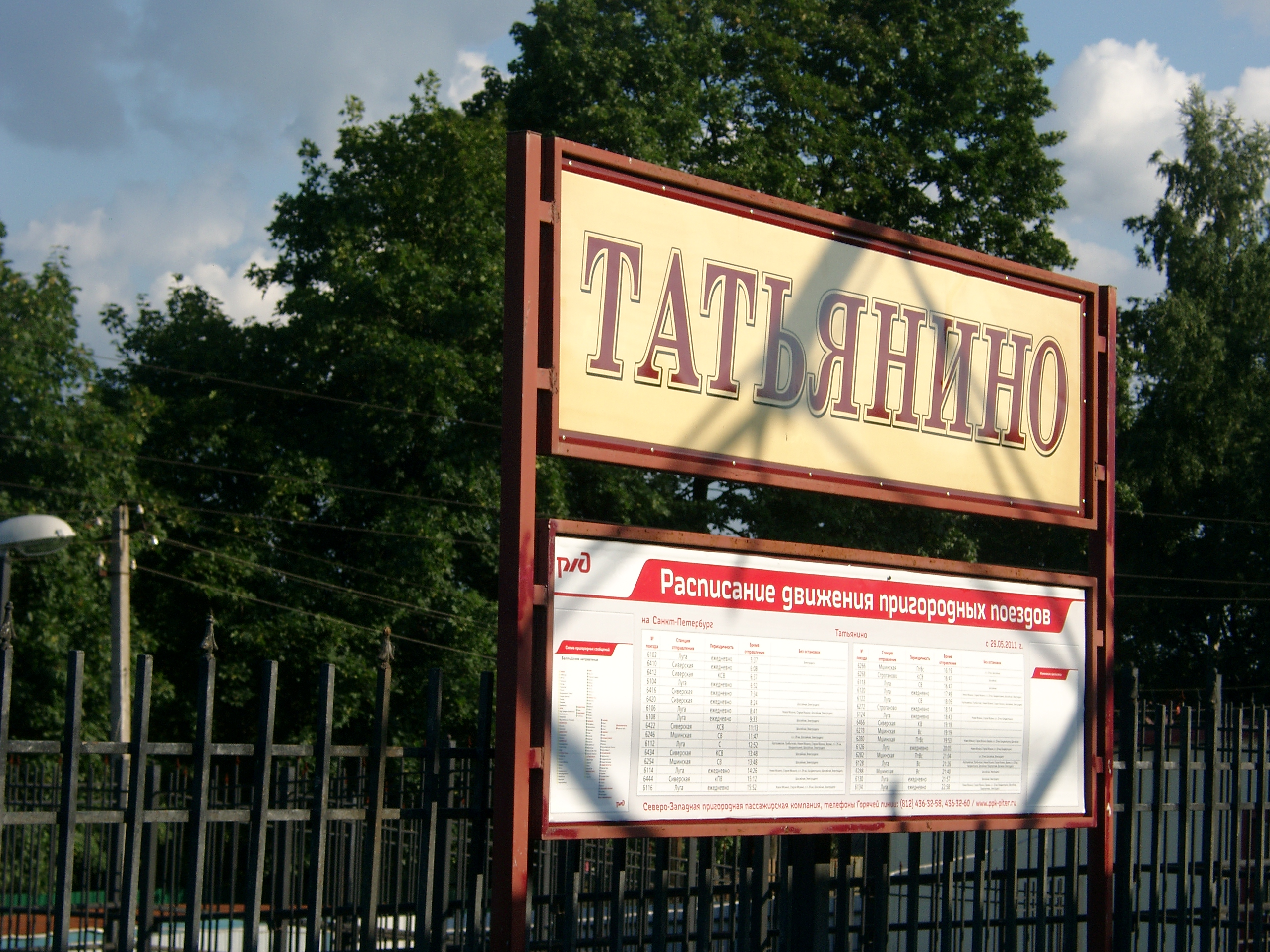
Указатель с названием платформы и расписанием электропоездов

В 1930 году появились планы по переименованию платформы, однако они не были реализованы, и остановочный пункт сохранил своё историческое название до настоящего времени.
Электрифицирована в 1967 году постоянным током, напряжением 3,3 кВ в составе участка Ленинград-Варшавский - Гатчина-Варшавская.
В 2008 году на платформе начаты работы по установке автоматизированной системы контроля оплаты проезда пассажирами, оснащённой турникетами, которые были завершены в 2009 году.